# Pierre Collet
Pierre Collet (1948) é um físico matemático francês. Trabalha com mecânica estatística, processos estocásticos e teoria do caos.
Collet obteve o doutorado em 1978 na Universidade de Genebra, orientado por Jean-Pierre Eckmann, com a tese Etude du modele hierarchique par le groupe de renormalisation. É diretor de pesquisas do Centre National de la Recherche Scientifique CNRS na École Polytechnique.
Conhecido pela investigação matemática exata de uma série de modelos de sistemas da mecânica estatística (modelo hierárquico) e teoria do caos (caminho para o caos mediante bifurcação de duplicação de período de acordo com Mitchell Feigenbaum).

## Obras
- com Eckmann: Iterated maps on the interval as dynamical systems, Birkhäuser Verlag, Progress in Physics, Volume 1, 1980 (Reprint 2009)
- com Eckmann: Concepts and results in chaotic dynamics, Springer 2006
- com Eckmann: A renormalization group analysis of the hierarchical model in statistical mechanics, Springer Verlag, Lecture notes in Physics, Volume 74, 1978
- com Eckmann: Concepts and results in chaotic dynamics: a short course, Springer Verlag, 2006
- com Eckmann: Lyapunov multipliers and decay of correlations in dynamical systems, Journal Stat. Phys., Volume 115, 2004, p. 217-254
- Some aspects of the central limit theorem and related topics. Harmonic Analysis and Rational Approximation: Their Roles in Signals, Control and Dynamical Systems, Lecture Notes in Control and Information Sciences, Volume 327, Springer Verlag 2006, p. 105-127
- como editor Chaotic dynamics and transport in classical and quantum systems, Kluwer 2005 (Summer Institute Cargèse 2003)